# Jaroměřice (Svitavyi járás)
Jaroměřice település Csehországban, a Svitavyi járásban. Jaroměřice Jevíčko, Biskupice, Úsobrno, Uhřice, Šubířov, Skřípov és Kladky településekkel határos. Lakosainak száma 1169 fő (2024. január 1.).

## Népesség
A település lakosságának változását az alábbi diagram mutatja:
| Lakosok száma | 1911 | 1851 | 1974 | 1472 | 1316 | 1267 | 1202 | 1173 | 1166 | 1169 |
|               | 1869 | 1890 | 1921 | 1950 | 1980 | 2001 | 2017 | 2019 | 2022 | 2024 |